# پری اندرسون
فرانسیس روری پرگرین "پِری" اندرسون (انگلیسی: Perry Anderson؛ زادهٔ ۱۱ سپتامبر ۱۹۳۸) تاریخ‌نگار و جامعه‌شناس سیاسی اهل بریتانیاست. او به عنوان متخصص تاریخ روشنفکری شناخته می‌شود و از چهره‌های جنبش‌های چپ نو و مارکسیسم غربی پس از ۱۹۵۶ به‌شمار می‌رود. اندرسون پروفسور تاریخ و جامعه‌شناسی در دانشگاه کالیفرنیا، لس‌آنجلس است. او برادر بندیکت اندرسون دانشمند علوم سیاسی است. از آثارش تبارهای دولت استبدادی و ریشه‌های پسامدرنیته را می‌توان نام برد.

## ترجمه به فارسی
تاکنون آثار زیر از پری اندرسون به زبان فارسی ترجمه شده‌است:
- اندرسن، پری، تبارهای دولت استبدادی، ترجمهٔ حسن مرتضوی، تهران: ثالث، ۱۳۸۸.
- اندرسن، پری، گذار از عهد باستان به فئودالیسم، ترجمهٔ حسن مرتضوی، تهران: ثالث٬ ۱۳۸۸.
- اندرسن، پری، فرمان و دیوان، ترجمهٔ شاپور اعتماد، تهران: فرهنگ معاصر، ۱۳۹۵.
- اندرسن، پری، ملاحظاتی درباره ی مارکسیسم غربی، ترجمه علیرضا خزائی، نشر چشمه، 1398.